# Gabriella Szűcs
Gabriella Szűcs (Székesfehérvár, 7 de março de 1988) é uma jogadora de polo aquático húngara.

## Carreira
Szűcs disputou duas edições de Jogos Olímpicos pela Hungria: 2012 e 2016. Em ambas as ocasiões sua equipe terminou na quarta colocação.